# Karl Geiser

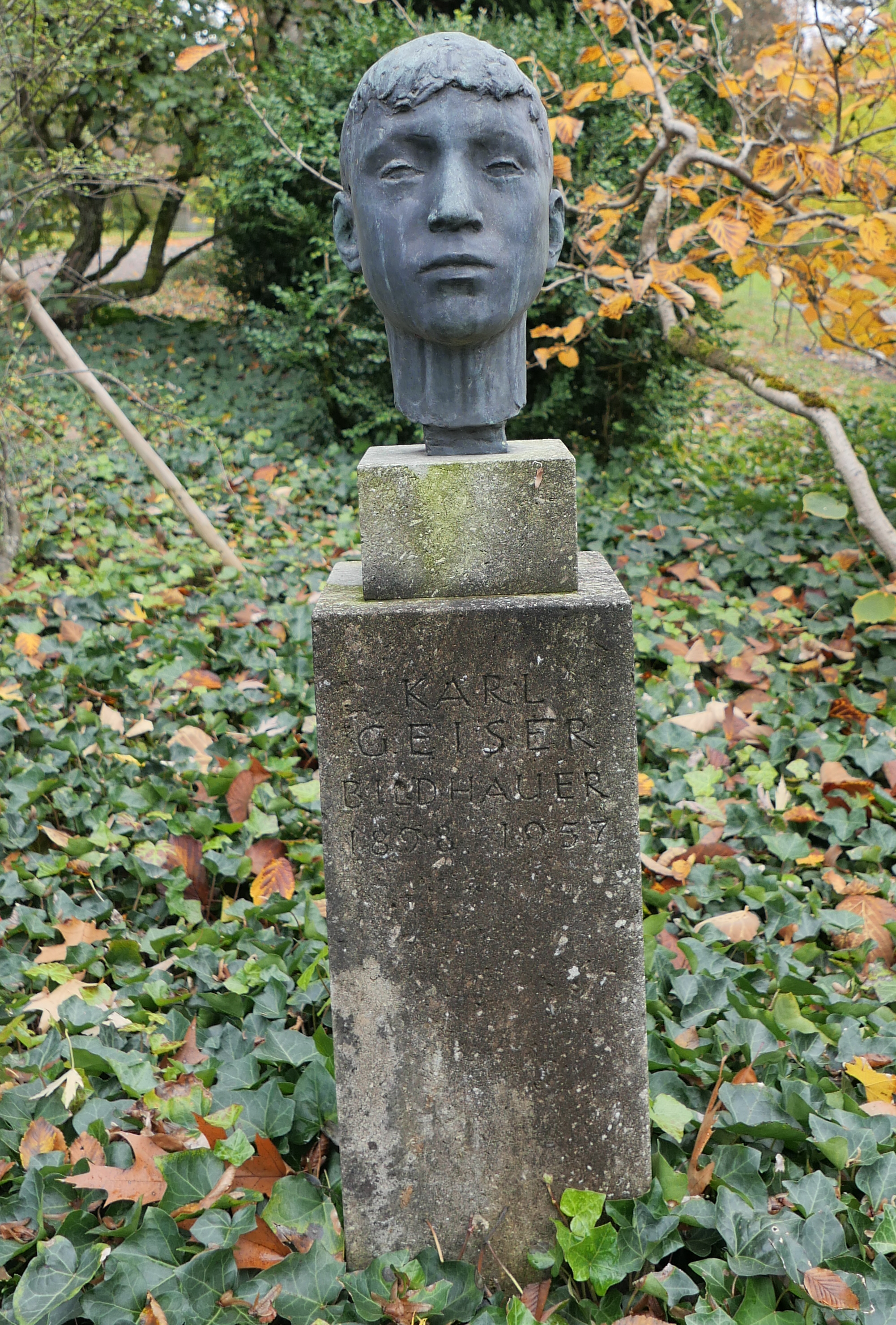
Büste auf Geisers Grabstein

Karl Geiser (* 22. Dezember 1898 in Bern; † vor dem 5. April (nach Untersuchungen Ende März) 1957 in Zürich) war ein Schweizer Bildhauer.

## Leben
Karl Geiser war der Sohn seines gleichnamigen Vaters, des Juristen und Hochschullehrers Karl Geiser; seine Mutter starb, als er elf Jahre alt war. Nach der Matura 1917 am Literargymnasium in Bern und der Rekrutenschule in Thun bezog der Autodidakt im Oktober 1918 in Bern sein erstes Atelier. 1919 erhielt er ein Eidgenössisches Stipendium und reiste im April 1920 nach München und Berlin. Dort orientierte er sich an den in der Münchner Pinakothek ausgestellten Werken von Paul Cézanne, vom deutschen Expressionismus war er weniger begeistert, auch Dada sprach ihn weniger an.
Nach einer Depression und einer Frankreichreise siedelte Geiser 1922 nach Zürich um. Unterbrochen von längeren Arbeitsaufenthalten in Paris (1926/1927 und 1936–1938) und mehreren Reisen nach Rom, Marseille, Genua und Berlin, arbeitete und lebte er bis zu seinem Tod in wechselnden Ateliers in Zürich, Küsnacht und Zollikon am Zürichsee. Solange er sich keinen Wohnsitz in Paris leisten könne, bleibe er in Zürich, meinte er gegenüber der Zürcher Illustrierten. Hier fühlte er sich der Arbeiterschaft verbunden und besuchte häufig deren Lokale im Industriequartier, insbesondere auch die Langstrasse, und die Offene Rennbahn Oerlikon, wo sich die Werktätigen an freien Tagen gerne aufhielten. Unter den Velofahrern fand er zahlreiche Modelle, die er fotografierte.

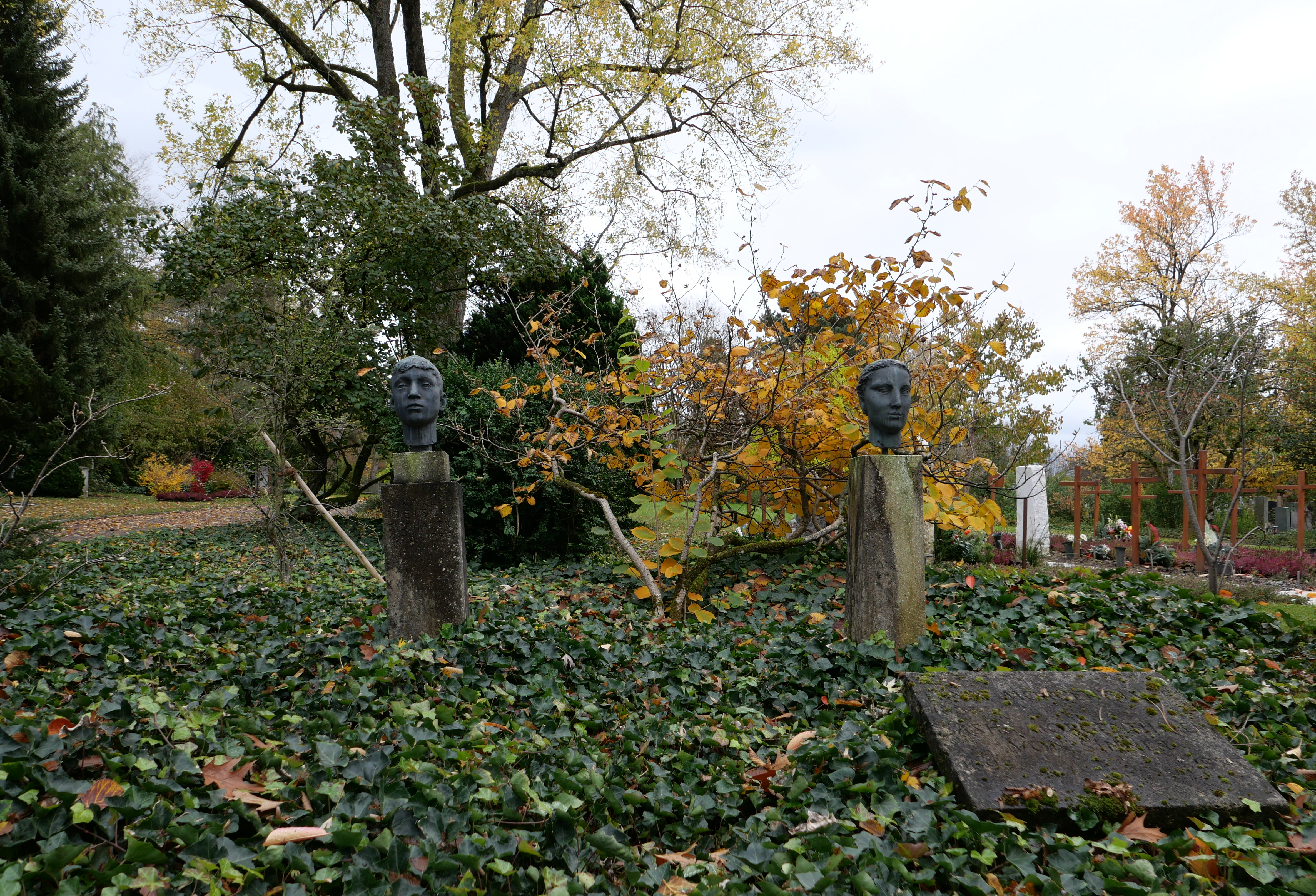
Geisers Grabstein mit Büste (links) aus seinem aufgelösten Grab. Rechts der Grabstein von Sasha Morgenthaler (1893–1975) mit ihrer Büste sowie davor die Grabplatte von dem Grab mit ihrem Mann Ernst (1887–1962).

Ab 1923 unterhielt Geiser eine Beziehung mit Sasha Morgenthaler, der Frau von Ernst Morgenthaler. Ab 1925 hatte er erotische Beziehungen mit jungen Männern, die ihm oft Modell standen – Geiser selbst spricht in Briefen offen von «Knabenliebe». 1929 wurde er wegen der Beziehung zu einem 18-Jährigen erstmals verhaftet. Ein weiterer Umstand, der ihm Schwierigkeiten bereitete, war der Perfektionismus, der ihn Projekte häufig über Jahre hinziehen liess.
1932 trat Geiser in den zürcherischen Ableger der Gesellschaft der Freunde des neuen Russland ein. Sein Interesse für den Aufbau der Sowjetunion führte bei ihm zu einem Überdenken seiner eigenen gesellschaftlichen Stellung und beeinflusste seine künstlerische Arbeit Richtung Sozialhumanismus. In diesem Sinne gestaltete er ab 1952 das Arbeiterdenkmal, das nach seinem Tod vergrössert gegossen wurde und heute auf dem Zürcher Helvetiaplatz steht.
1940 wurde Geiser zum Aktivdienst einberufen. In die Kriegszeit fielen zwei Ausstellungen: 1941 zeigte das Kunsthaus Zürich 350 seiner Zeichnungen; von August bis Oktober richtete zudem das Kunstmuseum Winterthur eine grosse Geiser-Ausstellung aus. Die Frau des Bildhauers Peter Moillet, Maria Vanz, stand für ihn Modell. Ab 1944 litt er an Arthritis. Karl Geiser wurde am 5. April 1957 tot in seinem Atelier gefunden. Untersuchungen zeigten, dass er sich etwa zwei Wochen zuvor mit Schlaftabletten das Leben genommen hatte. Er fand auf dem Friedhof Hönggerberg seine letzte Ruhestätte.

## Werk

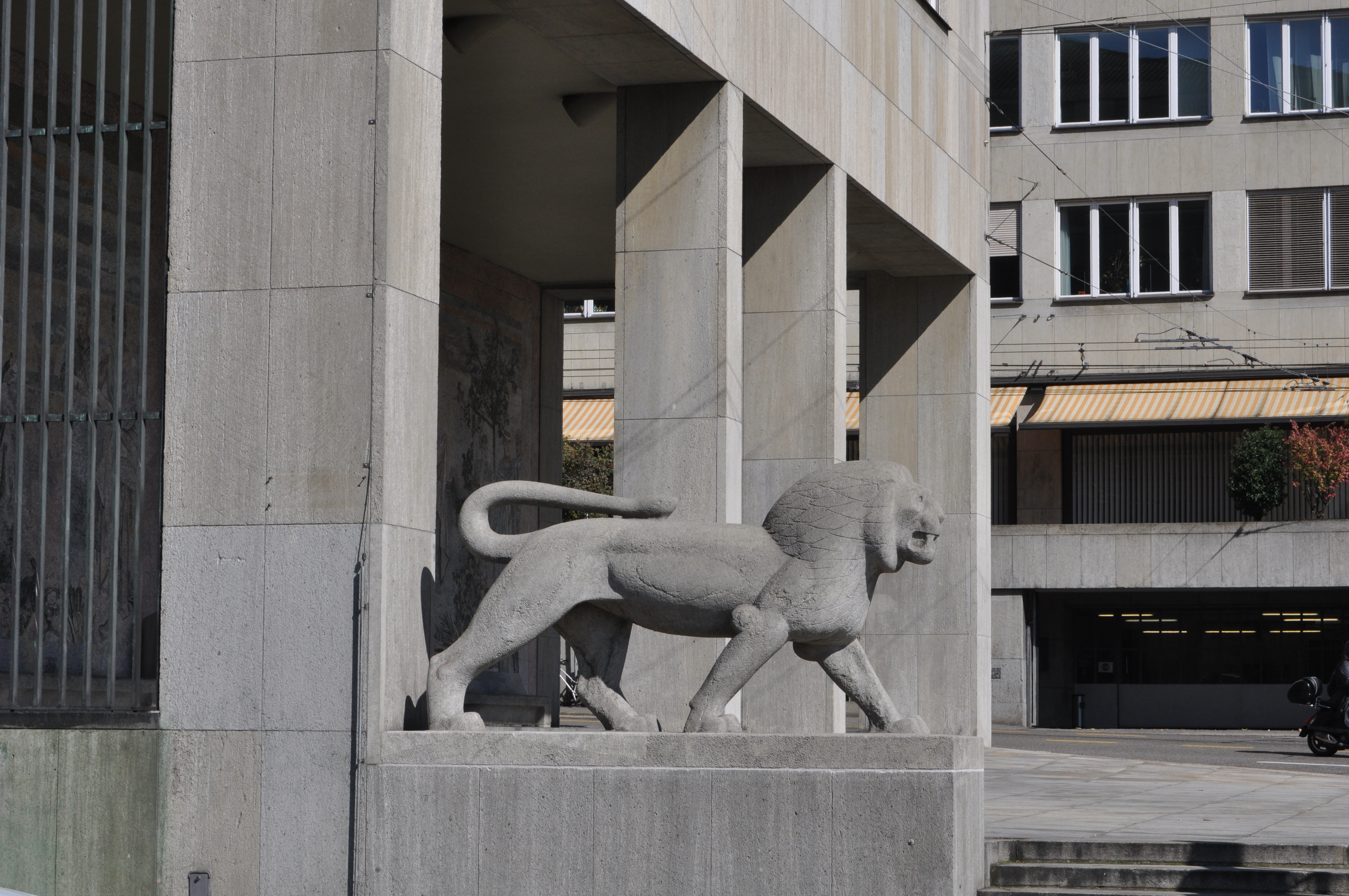
Schreitender Löwe, am kantonalen Verwaltungsgebäude «Walche 1» mit Baujahr 1934 in Zürich

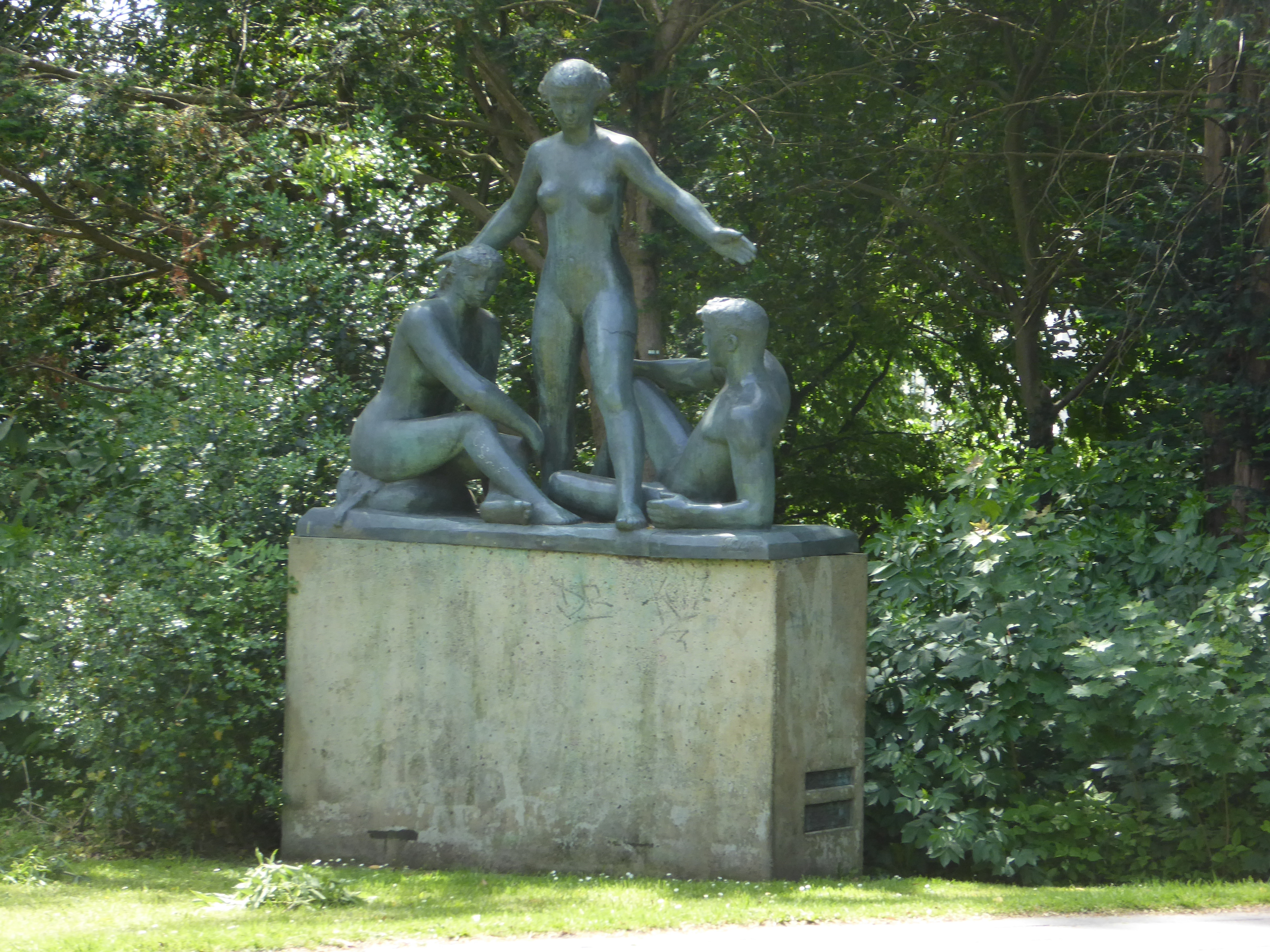
Nachguss der Mädchengruppe in Lübeck

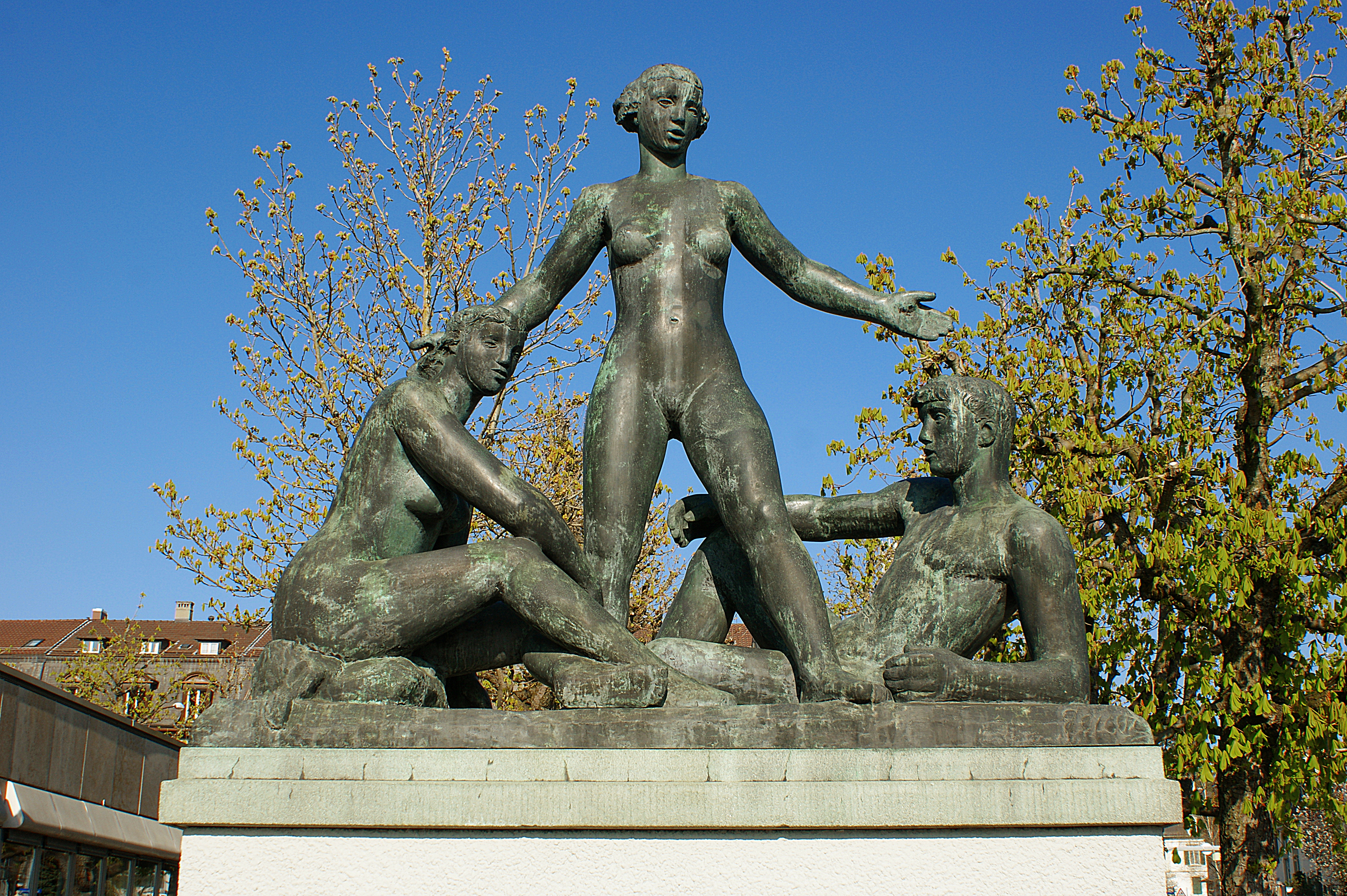
Erstguss der Mädchengruppe von 1937 in Bern

Karl Geisers Plastiken sind figürlich und stellen meistens Menschen dar, der Stil liegt zwischen Realismus und Klassizismus. Geiser arbeitete auch als Zeichner, Radierer und Fotograf. Viele seiner Plastiken entstanden als Kunst am Bau für Neubauten von Verwaltungs- und Schulgebäuden der Städte Zürich, Bern und Winterthur.
1926 wurde Geiser von Georg Reinhart mit einem Stipendium unterstützt. Im selben Jahr gewann er den Wettbewerb für Plastiken vor dem neuen Berner Gymnasium im Kirchenfeld. Er gestaltete zwei Figurengruppen – die Mädchengruppe und die Knabengruppe –, die am 8. April 1938 eingeweiht wurden. Die 1937 gegossene Mädchengruppe wurde vorher an der Weltausstellung 1937 in Paris gezeigt. Sie besteht nicht, wie der Name annehmen liesse, aus drei Mädchen, sondern stellt zwei Mädchen und einen Knaben dar.
Weitere grosse Werke sind:
- Löwe für das Zürcher Walche-Verwaltungsgebäude (Auftrag 1934, Fertigstellung für die Schweizerische Landesausstellung 1939)[5]
- Engel für den Friedhof Rosenberg in Winterthur (Auftrag 1932, Fertigstellung 1935)

Ein Nachguss der Mädchengruppe, angefertigt von der Kunstgiesserei Pastori in Genf, steht in einem kleinen Park am Rande des Burgfelds in der Hansestadt Lübeck. Der Nachguss, gestiftet von Rodolfo Groth, war ursprünglich als Ersatz für den 1934 abgebrochenen Brunnen am Markt gedacht. Nach der Fertigstellung entschied man sich gegen diesen prominenten Standort. Ein weiteres Werk Geisers in Lübeck befindet sich im Museum Behnhaus.
Ende der 1920er Jahre arbeitete Emilio Stanzani mit Geiser zusammen und unterstützte ihn vor allem bei der Vergrösserung und Umsetzung der Modelle in Stein. 1930 entstand fast das gesamte druckgrafische Werk. 1937 wurden in der NS-Aktion «Entartete Kunst» seine beiden Lithografien Nacktes Mädchen (21 × 19,5 cm) und Sitzender Knabe (27 × 19 cm) aus dem Stadtmuseum Ulm beschlagnahmt und vernichtet.
1952 ging Geiser erfolgreich aus dem Wettbewerb um ein Denkmal für die Arbeiterschaft vor dem Volkshaus auf dem Zürcher Helvetiaplatz hervor. Er vermochte die Auftragsarbeit zu Lebzeiten nicht zu vollenden. Zwar beflügelte ihn zunächst der Gedanke, im Arbeiterdenkmal endlich seine Vorstellung eines Neuen Realismus in einer Grossplastik verwirklichen zu können, aber er quälte sich mit dem Anspruch, für die Öffentlichkeit etwas Würdiges zu schaffen. Dadurch zögerte er die Vollendung immer wieder hinaus. Schliesslich wurde das Denkmal der Arbeit am 1. Mai 1964 eingeweiht. Finanziert wurde es durch den Einnahmeüberschuss der Schweizerischen Landesausstellung 1939.

### Atelierstandorte
- Lentulusstrasse 35, Bern (ab 1918)
- Wagnerstrasse, Bern (ab 1921)
- Spielweg 7, Zürich-Letten (ab 1922)
- Rue Croulebarbe 33, Paris (ab 1926)
- Sempersteig 3, Zürich (1927)
- Seestrasse 109, Zollikon (1927–1940)
- Paris-Montrouge (ab 1938)
- Badenerstrasse 18 (Zürich?) (ab 1940)
- wieder am Spielweg 7, Zürich (ab 1941)

## Ausstellungen
- Karl Geiser, Impressions de Paris. Zeichnungen und Radierungen. Kunstmuseum Winterthur, 3. März bis 15. Juli 2007.

## Kunsthandel
Werke von Karl Geiser wurden bei Koller Auktionen in Zürich versteigert.

## Film
- Geysir und Goliath. Karl Geiser – Bildhauer, Zeichner, Fotograf. Filmporträt von Alexander J. Seiler. Gesendet am 27. Februar 2011 in 3sat.